# 三浦重次
三浦 重次（みうら しげつぐ）は、江戸時代前期の日向国延岡藩の世嗣。通称は内膳。

## 略歴
延岡藩主（のち三河国刈谷藩初代藩主）三浦明敬の次男として誕生。
下野国壬生藩主（のち延岡藩主）の嫡子として育ち、元禄7年（1694年）に5代将軍・徳川綱吉に拝謁した。しかし、翌元禄8年（1695年）に13歳で早世した。代わって、弟・明喬が嫡子となった。